# 落武者狩
落武者狩（日语：／ Ochimusha-gari），即落難武士獵人，是指日本历史上抢劫或袭击，擊殺战败的落单武士的行动，参与者主要是农民、農兵（當時有農兵合一的現象）或有组织的土匪。日本战国时代的社会混乱不堪，農兵合一，战场附近的农民兵往往抢劫通過的落難武士或以武士首级邀功的形式取得财富。如明智光秀在天王山战役被豐臣秀吉擊败后，在逃跑途中死于农民兵之手。